# Liberty Flames

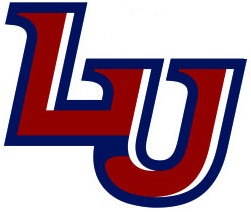
Liberty Flames Logo

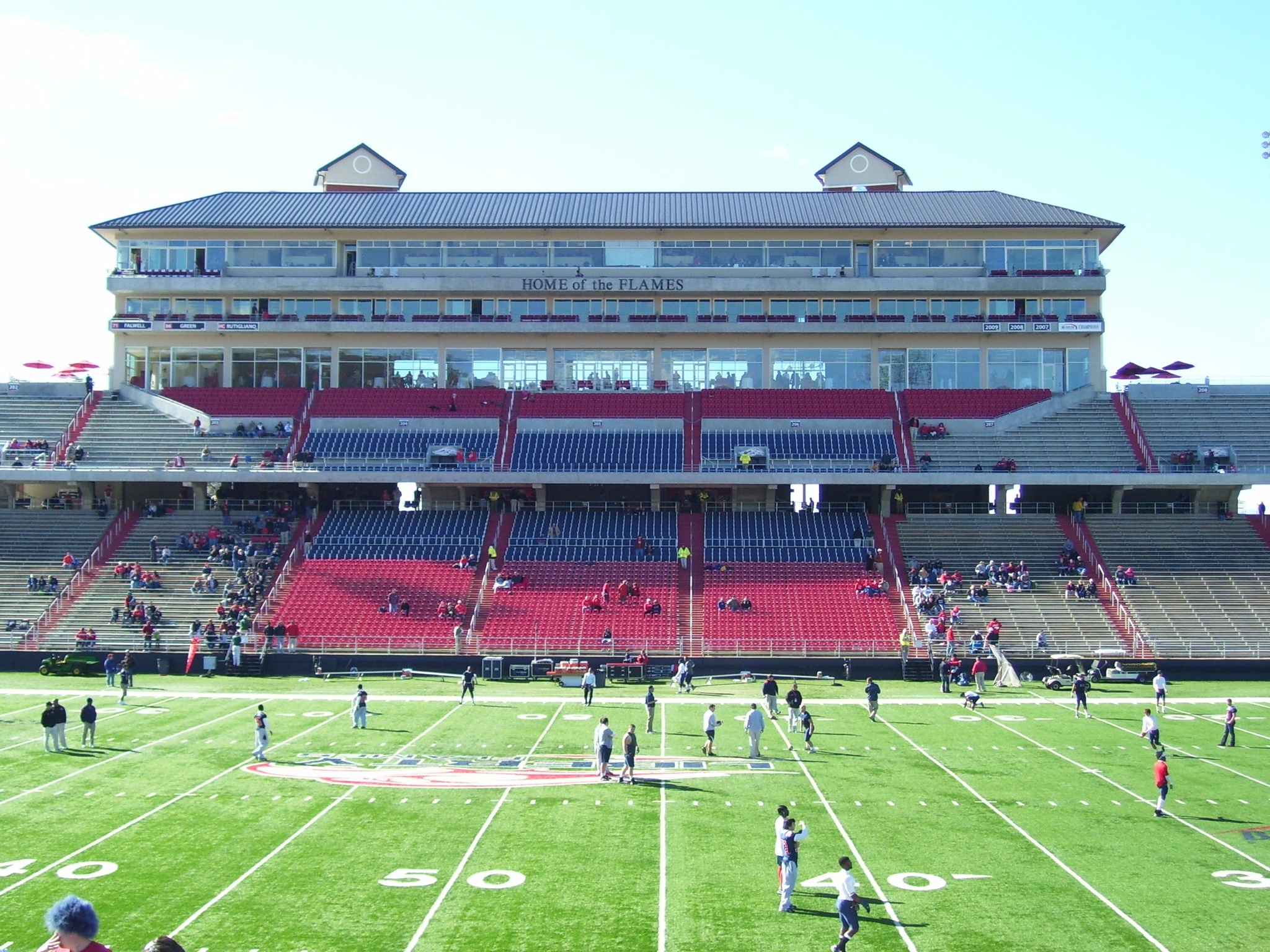
Liberty American-Football-Stadion

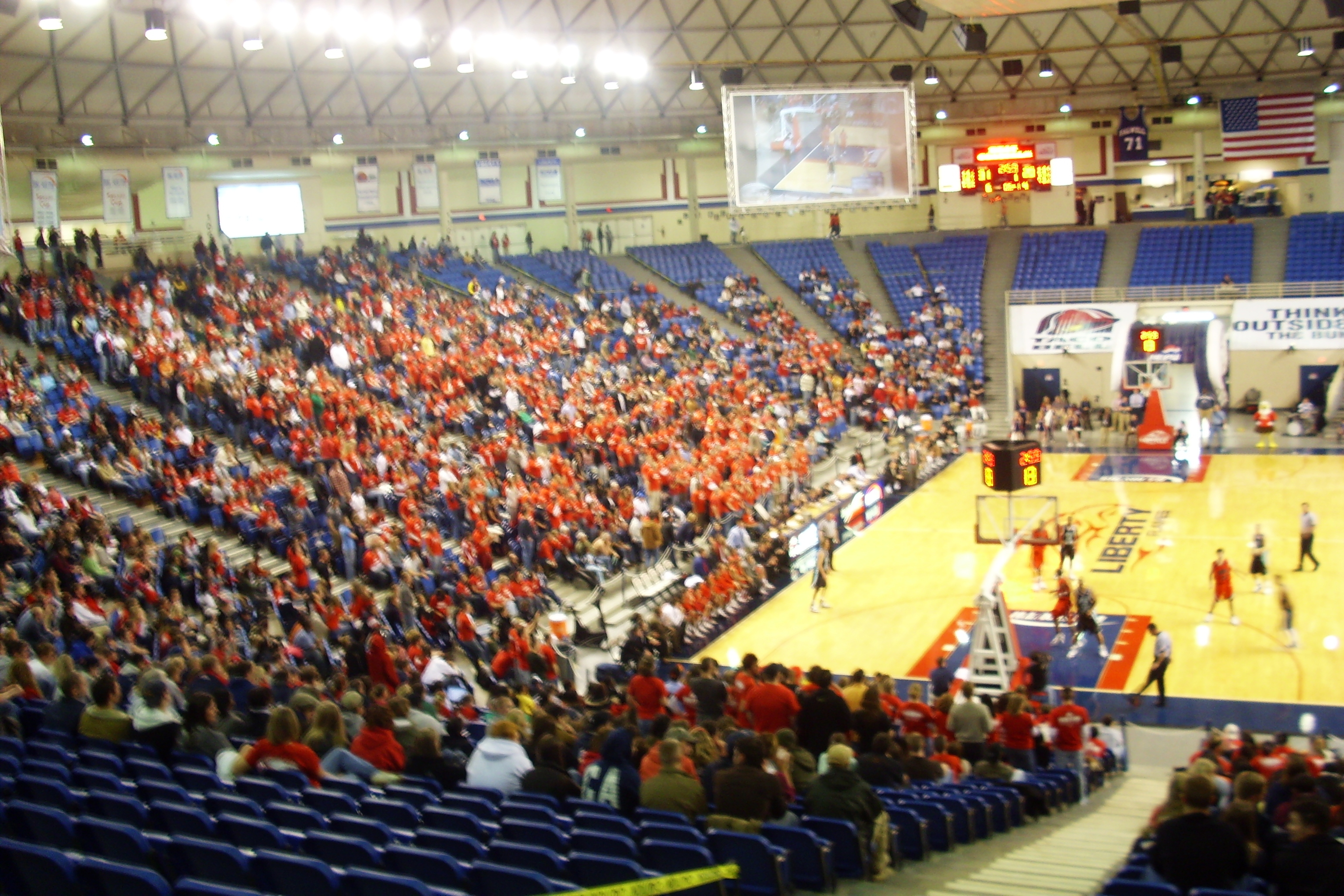
Liberty Basketball-Arena

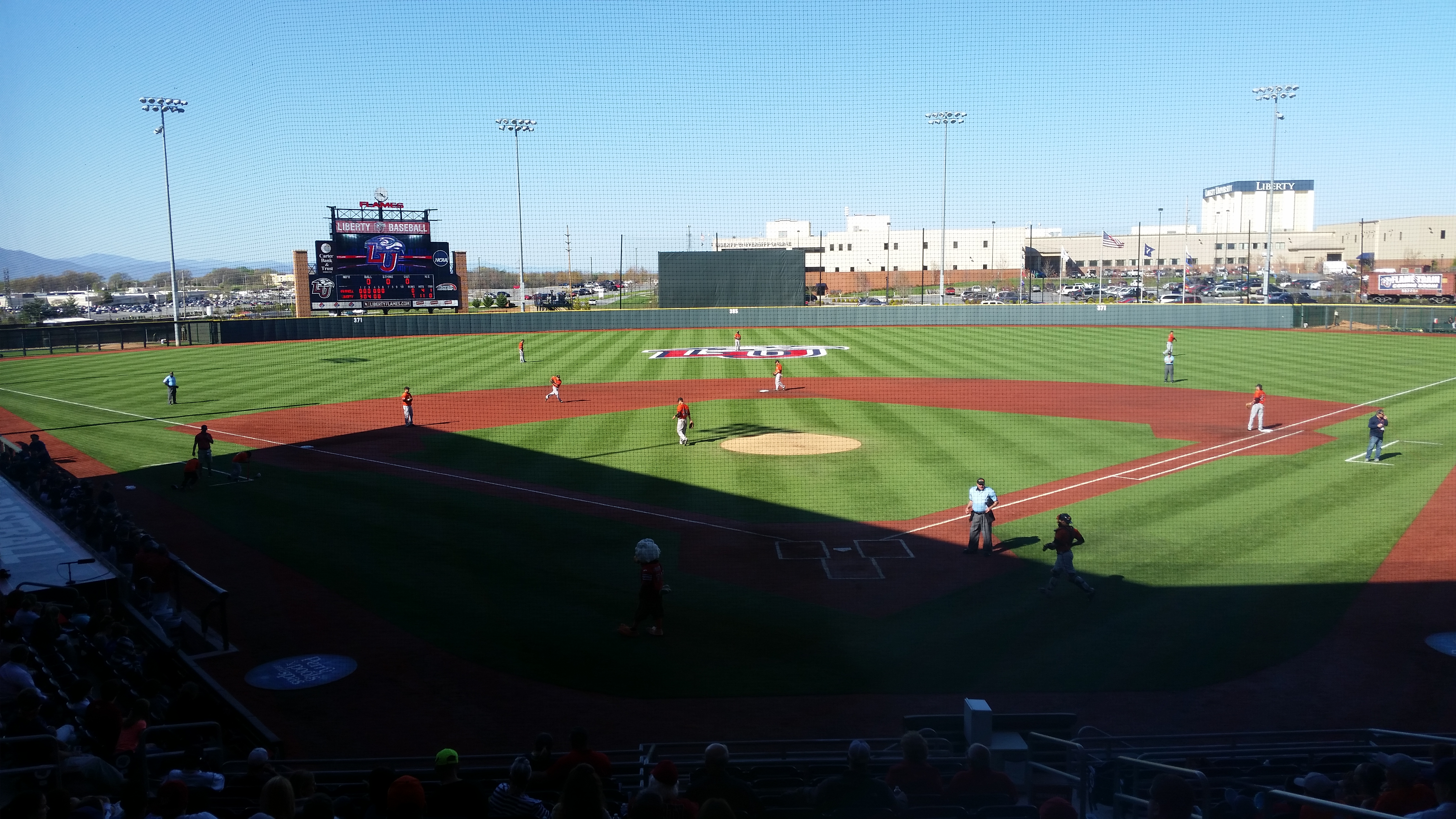
Liberty Baseballfeld

Die  Liberty Flames sind die Sportteams der Liberty University. Die 18 verschiedenen Sportteams nehmen an der NCAA Division I als ein Mitglied der Conference USA seit 1. Juli 2023.

## Sportarten
Die Flames bieten folgende Sportarten an:
Herrenteams
- Baseball
- Basketball
- Crosslauf
- American Football
- Golf
- Fußball – Mitglied der Ohio Valley Conference
- Tennis
- Leichtathletik

Frauenteams
- Basketball
- Crosslauf
- Hockey – Mitglied der Big East Conference
- Lacrosse – Mitglied der Atlantic Sun Conference
- Fußball
- Softball
- Schwimmsport & Wasserspringen – Mitglied der Atlantic Sun Conference
- Tennis
- Leichtathletik
- Volleyball